# Joandry Leal
Joandry Leal Hidalgo (ur. 31 sierpnia 1988) – brazylijski siatkarz kubańskiego pochodzenia, grający na pozycji przyjmującego. Były reprezentant Kuby w latach 2007–2010, Wicemistrz Świata 2010. Od 2019 roku reprezentant Brazylii.
27 września 2008 roku razem z Rolandem Jurquín Despaigne został zdyskwalifikowany przez kubańską federację z powodów dyscyplinarnych podczas zgrupowania reprezentacji w Brazylii, gdzie Kuba przygotowywała się do turnieju o Puchar Ameryki.
W 2010 roku Kubańska Federacja Piłki Siatkowej nałożyła na siatkarza dwa lata karencji. Po odbyciu kary, w 2012 roku podpisał kontrakt z Sada Cruzeiro Vôlei, drużyną występującą w brazylijskiej Superlidze. Od sezonu 2018/2019 występuje we włoskiej Serie A, w drużynie Cucine Lube Civitanova.
W 2017 roku otrzymał zgodę od FIVB na występy w reprezentacji Brazylii. 
W maju 2019 roku został powołany do reprezentacji Brazylii na turniej Ligi Narodów 2019. 1 czerwca 2019 r. zadebiutował w reprezentacji Brazylii przeciwko reprezentacji Australii w wygranym meczu 3:2 podczas Ligi Narodów 2019.
Po ostatnim rozegranym meczu na Igrzyskach Olimpijskich 2024 w Paryżu postanowił zakończyć występy w reprezentacji Brazylii.

## Sukcesy klubowe
Klubowe Mistrzostwa Świata:
- 2013, 2015, 2016, 2019
- 2012, 2018
- 2017

Mistrzostwo Brazylii:
- 2014, 2015, 2016, 2017, 2018
- 2013

Puchar Brazylii:
- 2014, 2016, 2018

Klubowe Mistrzostwa Ameryki Południowej:
- 2014, 2016, 2017, 2018
- 2015

Superpuchar Brazylii:
- 2015, 2016, 2017

Mistrzostwo Włoch:
- 2019, 2021
- 2023[7]

Liga Mistrzów:
- 2019

Puchar Włoch:
- 2020, 2021, 2023[8]

## Sukcesy reprezentacyjne
z Kubą
Puchar Ameryki:
- 2007

Mistrzostwa Świata:
- 2010

z Brazylią
Mistrzostwa Ameryki Południowej:
- 2019
- 2023[9]

Puchar Świata:
- 2019

Liga Narodów:
- 2021

Mistrzostwa Świata:
- 2022[10]

## Nagrody indywidualne
- 2010: Najlepszy serwujący Ligi Światowej[11]
- 2013: Najlepszy atakujący w brazylijskiej Superligi w sezonie 2012/2013
- 2013: Najlepszy przyjmujący Klubowych Mistrzostw Świata razem z Lukášem Divišem[12]
- 2014: Najlepszy atakujący w brazylijskiej Superligi w sezonie 2013/2014
- 2015: MVP w brazylijskiej Superligi w sezonie 2014/2015
- 2015: MVP Klubowych Mistrzostw Świata
- 2016: Najlepszy przyjmujący Klubowych Mistrzostw Świata
- 2017: MVP i najlepszy przyjmujący Klubowych Mistrzostw Ameryki Południowej
- 2017: Najlepszy atakujący w brazylijskiej Superligi w sezonie 2016/2017
- 2017: Najlepszy przyjmujący Klubowych Mistrzostw Świata
- 2018: Najlepszy przyjmujący Klubowych Mistrzostw Ameryki Południowej
- 2019: Najlepszy przyjmujący Mistrzostw Ameryki Południowej
- 2019: MVP Klubowych Mistrzostw Świata
- 2021: Najlepszy przyjmujący turnieju finałowego Ligi Narodów
- 2022: Najlepszy przyjmujący Mistrzostw Świata[13]
- 2023: MVP turnieju finałowego Pucharu Włoch